# Clemens Beutler

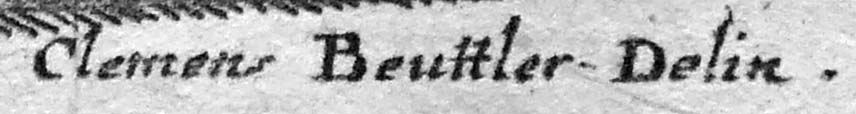
Signatur. In Topographia Windhagiana 1656

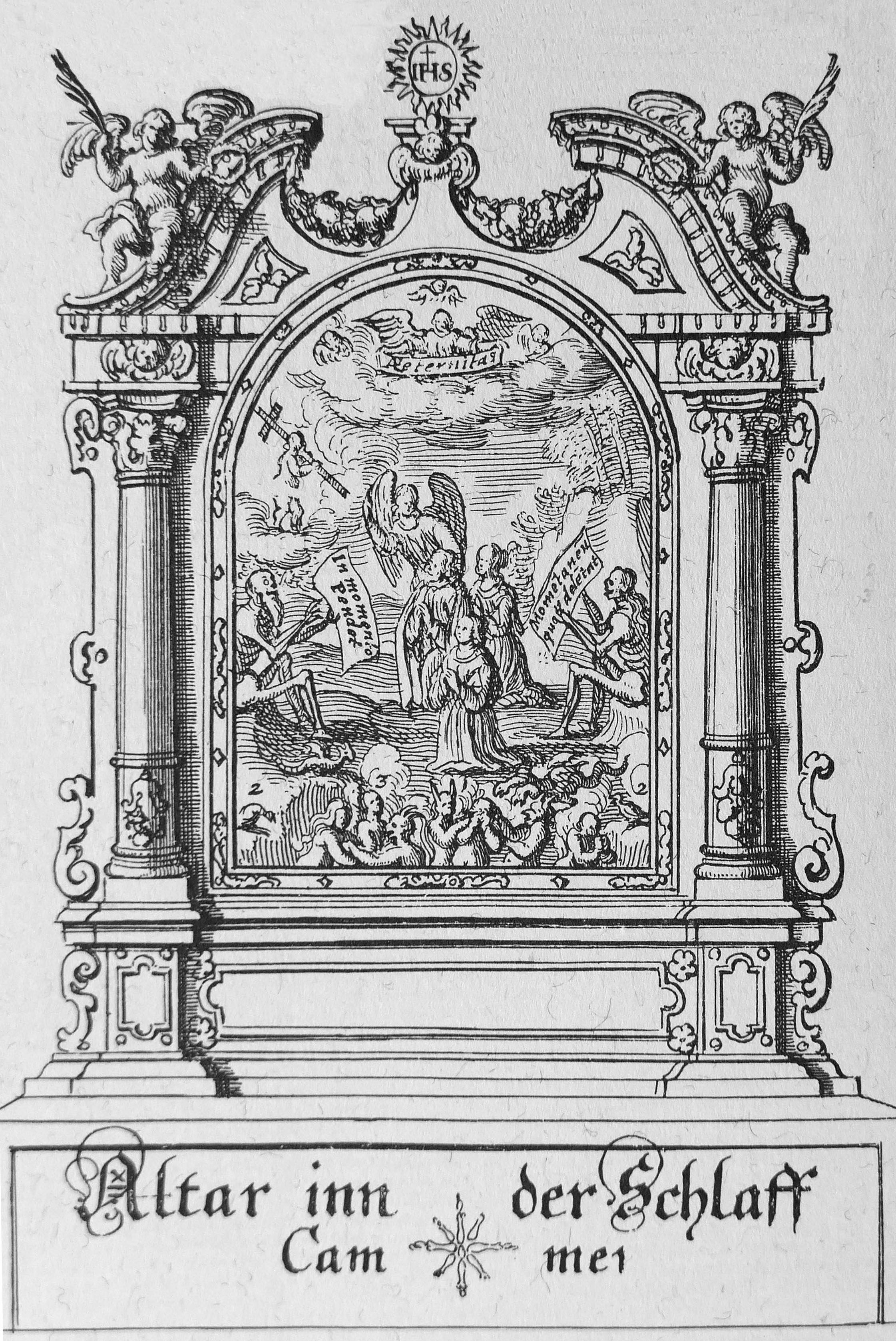
Stich vom Altar in der Schlafkammer des Grafen von Windhaag. Zeichner war Clemens Beutler

Clemens Beutler (oder Beuttler) * ~1623 oder 24. April 1624 (je nach Quelle) in Säckingen am Rhein; † 10. April 1682 in Ebelsberg war ein Künstler, Topograph und Maler. Im 17. Jahrhundert waren mehrere Zeichner mit diesem Namen tätig. Sie wurden untereinander nicht selten (unbemerkt) verwechselt.

## Leben
Clemens Beutler war der Sohn des Malers Caspar Beutler und dessen Ehefrau Maria Stuck aus Säckingen am Rhein. Clemens lebte ab 1626 am Vierwaldstättersee und ab 1654 in Ebelsberg, nun Stadtteil in Linz in Oberösterreich. Er war ab 1654 im Wesentlichen für Joachim Enzmilner, Graf von Windhaag, tätig und er schuf Gemälde und Altäre für die Windhaagschen Kirchen. Weiter zeichnete er Ansichtenfolgen und Karten der Windhaagschen Besitzungen in Ober- und Niederösterreich. Die genauen Aufnahmen stellen bedeutende topographische Quellen dar. Beutler wurde in Ebelsberg begraben.

## Würdigung
Nach Beutler wurde 1954 in Linz der Beuttlerweg benannt.

## Werke
Stiche
- Karte des Vierwaldstättersees (1645)
- Topographia Windhagiana (aucta), erschienen zunächst im Anhang zu Merians Topographia in Frankfurt am Main,[4] 1656 auch als eigenes Buch mit dem Titel Topographia Windhagiana[4] und 1673 in einer erweiterten Ausgabe als Topographia Windhagiana aucta in Wien.

Altarbilder und Gemälde
In Oberösterreich:
- Allerheiligenbild (1665) auf der Westempore der Pfarrkirche Münzbach[5][6]
- Allerheiligenbild (1665, beschnitten) für die Pfarrkirche Pergkirchen, ursprünglich am Altar des südlichen Seitenschiffes, jetzt offenbar im Heimathaus Perg[5][7]
- Schutzmantelmadonna mit Franz von Assisi und Dominikus (1670) in der Filialkirche Niederzirking[5][8]
- Hochaltarbild Heiliger Ägidius und Aufsatzgemälde (1679) in der Pfarrkirche Gutau[9][10]
- Hochaltarbild Martyrium des hl. Stephanus und Auszugsbild Verteidigungsrede des hl. Stephanus (um 1680) in der Pfarrkirche Saxen[11]
- Taufe Christi in Verwahrung bei der Pfarrkirche Ebelsberg in Linz[12]
- Kapuzinerkirche (Linz)[2]
- Pfarrkirche Kleinmünchen in Linz[2]
- Bilder im Sommerrefektorium von Stift Wilhering[2]

Außerhalb von Oberösterreich:
- Kirche Edelbach[2]
- Stiftskirche Zwettl[2]
- Die Bilder Kalvarienberg und Brustbild eines kleinen Mädchens mit Huhn befinden sich in Graz.[2]